# Розмова Великоросії з Малоросією
«Розмова Великоросії з Малоросією» — політичний памфлет, написаний уродженцем Стародубщини Семеном Дівовичем 1762 року.

## Зміст
Твір написаний у формі віршованого діалогу. Головною ідеєю твору є відстоювання державної самостійності козацької держави та висловлення протесту проти політики російського уряду щодо України. У своїй праці Семен Дівович широко використав «Короткий опис Малоросії» (1734) та інші історичні джерела та змалював історію України від найдавніших часів до середини XVIII ст. Особливу увагу звернув на події національно-визвольної війни під керівництвом Богдана Хмельницького 1648—1657 рр. Викладаючи історію боротьби козацтва з турецько-татарськими та польсько-шляхетськими нападниками, автор намагався показати історичні заслуги козацької старшини, її права на зрівняння у чинах із російським дворянством.
Вперше надруковано: Петров Н. Разговор Великороссии с Малороссиею (Литературный памятник второй половины XVIII века). — «Киевская старина», 1882, т. І, с. 325—365; 1882, т. III, с. 138—146.